# Ле Брюман, Жан-Батист
Жан-Батист Ле Брюман (фр. Jean-Baptiste Le Brument; 7 января 1736, Руан — 6 июля 1804, Руан) — архитектор французского неоклассицизма.

## Биография
Ле Брюман родился в приходе Сен-Маклу и по воле своего отца, строительного подрядчика, посвятил себя той же профессии. Он с большим рвением стал изучать всё, что связано со строительством, поступил в бесплатную школу рисования, основанную в Руане Жаном-Батистом Деканом. Впоследствии учеником самого Брюмана в этой школе, а затем и помощником, стал необычный рисовальщик-фантаст Жан-Жак Лекё.
Проведя несколько лет в Париже, изучая его архитектуру, Брюман вернулся в родной город и построил там несколько частных домов по собственным проектам. Выбранный в 1767 году для продолжения строительных работ в Отель-Дьё (теперь это приходская церковь Сент-Мадлен), Ле Брюман изменил первоначальный план и убрал лишние детали. В целом в этой церкви, завершённой и переданной для богослужения в 1781 году, стал доминировать «неогреческий стиль», характерный для творчества парижских мегаломанов.
Ле Брюман также отвечал за завершение строительства большого здания аббатства Сент-Уэн, позднее превращённое в здание ратуши. Принятый в 1778 году в Руанскую Академию наук, изящной словесности и искусств, Жан-Батист Ле Брюно полностью оправдал выбор своих коллег. В 1792 году Директория департамента призвала его преподавать начальный курс архитектуры в бывшем коллеже, и эту миссию он выполнял до 1793 года. Ле Брюман написал мемуары об украшении города Руана и о способах назначения высокой цены на национальные товары, которые должны были быть выставлены на продажу; эти мемуары были зачитаны в 1791 году на собрании «Друзей Конституции»; кроме того, известна рукопись его «Курса архитектуры». Однако эти работы остались неопубликованными.